# Zentralprovinz (Sri Lanka)
Koordinaten: 7° 18′ N, 80° 36′ O
Die Zentralprovinz des südasiatischen Inselstaates Sri Lanka besteht überwiegend aus Bergland. Die Provinz umfasst ein Gebiet von 5674 km² und 2.556.350 Einwohner (2012). Sie besteht aus den Verwaltungsdistrikten Kandy, Matale und Nuwara Eliya.
Die Region besteht größtenteils aus Bergland mit tiefen Tälern. Die beiden Hauptmassive sind das Zentralmassiv und der Knuckles Range östlich von Kandy. Die höchsten Berge Sri Lankas erheben sich in der Zentralprovinz. In ihr liegen die Städte Kandy, Nuwara Eliya sowie Sri Pada.
Die Bevölkerung besteht aus Singhalesen, Tamilen und Muslimen. Viele Plantagenarbeiter sind indische Tamilen, die von den Briten im 19. Jahrhundert auf die Insel gebracht wurden.
Das Klima ist kühl und viele Gebiete über 1500 Meter haben frostige Nächte. Die westlichen Ausläufer des Gebirgslandes sind sehr feucht, in einigen Gebieten fällt bis zu 7000 mm Regen im Jahr. Die östlichen Ausläufer sind mitteltrocken, da Regen nur vom Nordostmonsun gebracht wird. Die Temperaturen reichen von 24 °C im Jahresmittel in Kandy bis 16 °C in Nuwara Eliya, das auf 1889 m liegt.
In der Provinz wird der berühmte Ceylon-Tee hergestellt. Die Plantagen wurden von den Engländern um 1860 errichtet, nachdem eine verheerende Krankheit die Kaffee-Plantagen der Region vernichtete. Die Zentralprovinz zieht viele Touristen an.
Die historische Stadt Matale und der Sigiriya-Felsen liegen ebenfalls in der Zentralprovinz.
Obwohl vom 16. bis zum 19. Jahrhundert drei europäische Mächte nach Sri Lanka eindrangen, behielt die Zentralprovinz bis ins frühe 19. Jahrhundert ihre Unabhängigkeit, erst dann wurde Kandy von den Briten erobert.